# Cibotín
Cibotín (německy Seibendorf) je vesnice, část městyse Česká Bělá v okrese Havlíčkův Brod v Kraji Vysočina. Leží třináct kilometrů severovýchodně od Havlíčkova Brodu v nadmořské výšce 540 metrů. Původní německá hornická osada se jmenovala Seyboten Dorf tj. Seibotova vesnice. V 18. století již vedena jako Cibotín.

## Historie
První písemná zmínka o vesnici pochází z roku 1314. V 19. století patří osada k panství Pohled. Po druhé světové válce značně ubylo obyvatel. 

## Obyvatelstvo
Podle sčítání 1930 zde žilo v 44 domech 223 obyvatel. 223 obyvatel se hlásilo k československé národnosti. Žilo zde 221 římských katolíků a 1 příslušník Církve československé husitské.
| Rok            | 1869 | 1880 | 1890 | 1900 | 1910 | 1921 | 1930 | 1950 | 1961 | 1970 | 1980 | 1991 | 2001 | 2011 | 2021 |
| -------------- | ---- | ---- | ---- | ---- | ---- | ---- | ---- | ---- | ---- | ---- | ---- | ---- | ---- | ---- | ---- |
| Počet obyvatel | 235  | 235  | 291  | 261  | 222  | 260  | 223  | 173  | 166  | 162  | 120  | 62   | 49   | 53   | 67   |
| Počet domů     | 36   | 37   | 40   | 42   | 40   | 43   | 44   | 47   | 38   | 39   | 35   | 37   | 38   | 38   | 41   |

## Obecní správa
Při sčítání lidu v letech 1850–1962 byl Cibotín samostatnou obcí v okrese Havlíčkův Brod (v letech 1850–1930 Německý Brod). Od 1. ledna 1963 je částí městyse Česká Bělá v okrese Havlíčkův Brod.

## Pamětihodnosti
- Kaple s pamětní deskou padlých z první světové války.

## Další fotografie

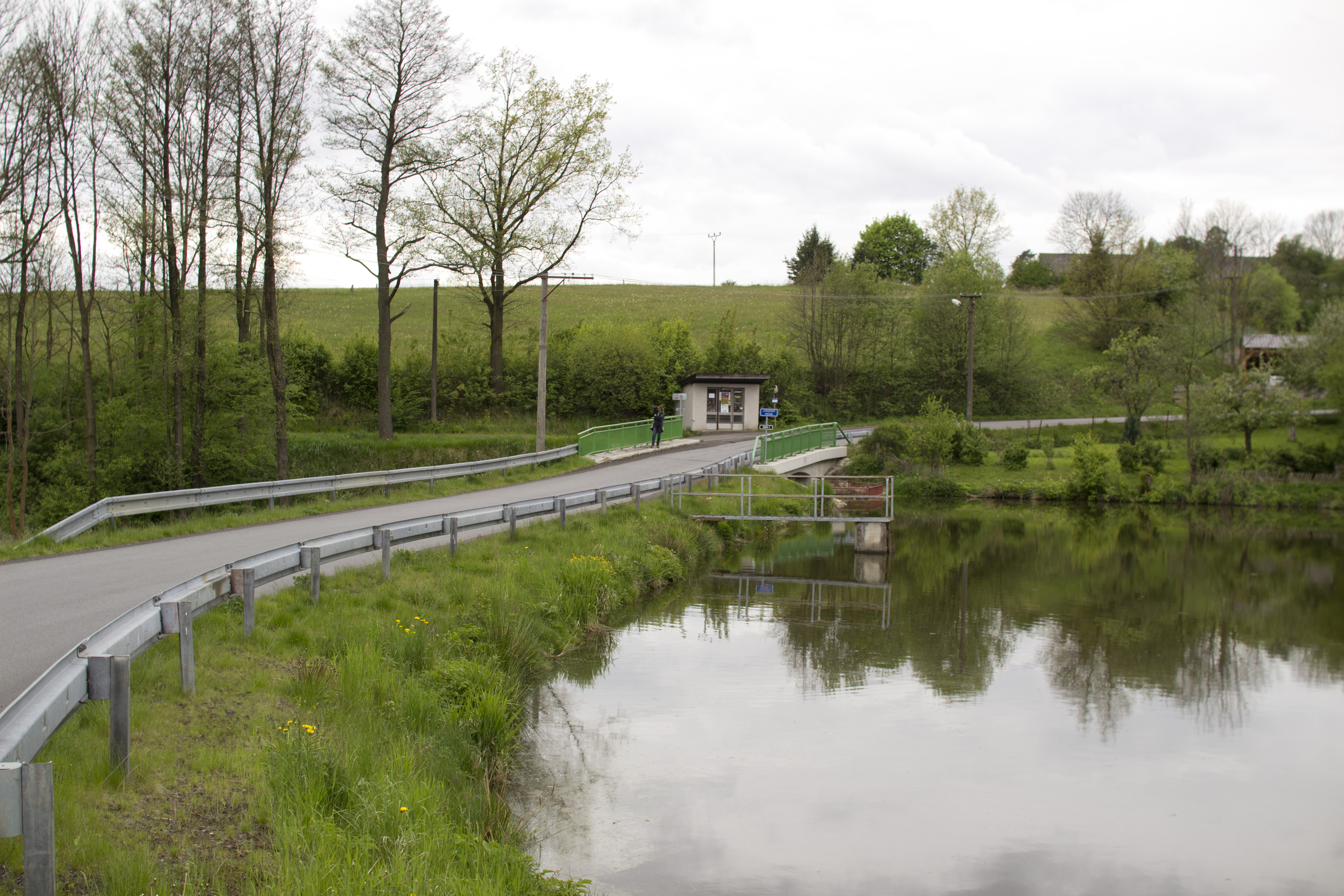
Rybník v dolní části vsi
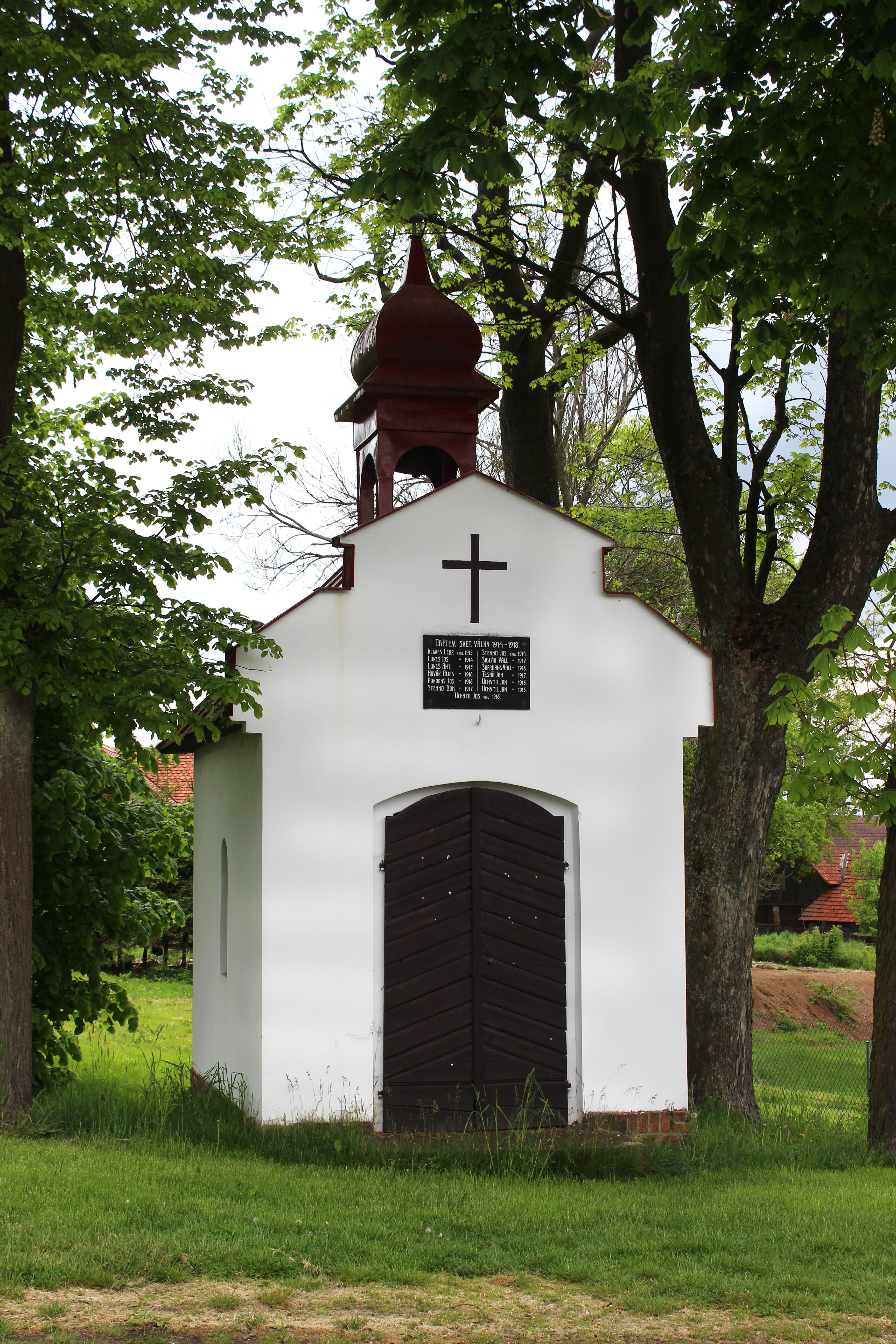
Cibotínská kaplička
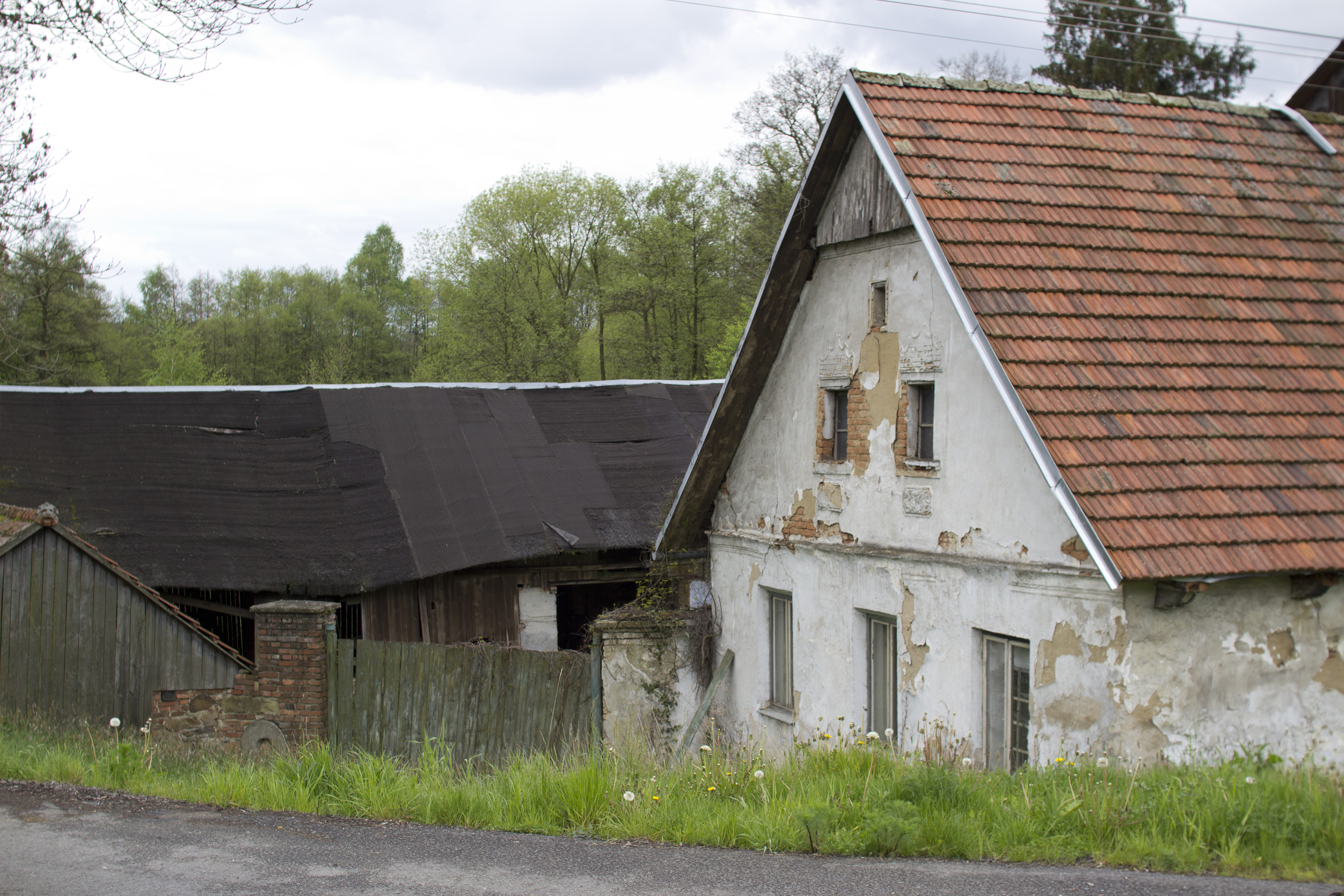
Starý mlýn